# 15949 Rhaeticus
15949 Rhaeticus este un asteroid din centura principală de asteroizi.

## Descriere
15949 Rhaeticus este un asteroid din centura principală de asteroizi. A fost descoperit pe 17 ianuarie 1998 la Linz de Erich Meyer și Erwin Obermair. Asteroidul prezintă o orbită caracterizată de o semiaxă mare de 2,28 ua, o excentricitate de 0,14 și o înclinație de 7,4° în raport cu ecliptica.